# MVDISC
MVDISC（エムブイディスク、Multimedia Video DISC）は、1999年にNECが開発した光ディスク。SD規格の映像を記録する目的で開発された。同時期のDVD-RAMなどと競合する。DVDとの互換性が無いNECの独自規格であり、ほとんど普及しないまま終息した。

## 概要
CDと同様の12cmの直径を持つディスクメディアである。カートリッジに格納されている。
- ディスク外径：120mm
- ディスク厚：1.2mm (0.6mm×2)
- 記録方式：相変化記録方式
- 回転制御方式：Zoned CLV
- トラック方式：ランド/グルーブ方式
- 変調方式：1-7変調方式
- レーザー波長：650nm
- 記憶容量：片面5.2GB、両面10.4GB

## 製品化と規格の終焉
1999年にNECが、世界初の民生用ビデオディスクレコーダーとして、MVDISCを採用したGigaStation（ギガ・ステーション）MV-10000を発売した。ディスク片面にS-VHS相当の標準モードで2時間、長時間モードで4時間、高画質のファインモードで1時間の記録が可能であった。映像の記録方式には、MPEG-2の可変ビットレート画像圧縮方式、オーディオの記録方式にはMPEG-1 Audio layer II方式を採用していた。インターフェースとしては、RCAおよびS入出力端子のほか、DVカメラやパソコンと接続できるDV入出力端子（IEEE 1394）を搭載。また液晶ディスプレイと接続可能な色差出力端子も搭載していた。
NECは後継機種を発売せず、そのまま市場から撤退した。